# تغنیت‌وسط
تغنیت‌وسط، روستایی از توابع بخش مرکزی شهرستان چالدران در استان آذربایجان غربی ایران است.

## جمعیت
این روستا در دهستان چالدران جنوبی قرار دارد و براساس سرشماری مرکز آمار ایران در سال ۱۳۸۵، جمعیت آن ۶۶ نفر (۱۲خانوار) بوده‌است.